# La propera pell
La propera pell is een Spaanse film uit 2016, geregisseerd door Isa Campo en Isaki Lacuesta.

## Verhaal
Gabriel, een tiener die vermist werd en waarvan werd aangenomen dat hij dood was, keert na acht jaar terug naar huis, waar hij een gezin aantreft dat diep getroffen is door zijn verdwijning. Geleidelijk ontstaan er twijfels of hij echt de vermiste jongen is, of dat het om een bedrieger gaat.

## Rolverdeling
| Acteur           | Personage |
| ---------------- | --------- |
| Àlex Monner      | Gabriel   |
| Emma Suárez      | Ana       |
| Sergi López      | Enric     |
| Bruno Todeschini | Michel    |
| Igor Szpakowski  | Joan      |
| Sílvia Bel       | Glòria    |
| Greta Fernández  | Clara     |
| Rick Baster      | extra     |

## Ontvangst

### Prijzen en nominaties
Een selectie:
| Jaar | Evenement                       | Categorie                | Genomineerde | Resultaat |
| ---- | ------------------------------- | ------------------------ | ------------ | --------- |
| 2017 | Premios Goya (31ste uitreiking) | Beste vrouwelijke bijrol | Emma Suárez  | Gewonnen  |